# Музеј Томе Росандића
Музеј Томе Росандића се налази у Београду, на територији градске општине Савски венац. Представља непокретно културно добро као споменик културе.

## Тома Росандић
Тома Росандић (крштено име Tomaso Vincenzo, Томазо Винченцо; Сплит, 22. јануар 1878 — Сплит, 1. март 1958) је био српски вајар и академик.

## Оснивање музеја
Музеј је отворен 1963. године у кући коју је Тома Росандић подигао 1927. године као породичну кућу и атеље, после пресељења из родног Сплита. Музеј је основан на основу тестамента којим је оставио граду Београду своју имовину - дом са атељеом и велики број радова, као и предмете примењене уметности, лична документа, преписку и вајарски прибор.
У Музеју се чувају његова најпознатија остварења (Ecce Homo, Младост, Аутопортрет, Борац на умору), као и скулптуре (Распеће, Ускрснуће, Арханђел Михаило) и предмети примењене уметности (путир, тамњаница, шкропионик) које је уметник израдио у оквиру припрема за своје архитектонско и вајарско дело, Маузолеј Петриновић на Брачу, грађено од 1924. до 1927. године.